# پویدراس (لوئیزیانا)
پویدراس (به انگلیسی: Poydras) شهری در ایالت لوئیزیانا کشور ایالات متحده آمریکا است که جمعیت آن در سرشماری سال ۲۰۱۰ میلادی، ۲٬۳۵۱ نفر بوده‌است.